# Žizdra (città)
Žizdra (in russo Жиздра?) è una cittadina della Russia europea, nell'Oblast' di Kaluga, situata a circa 180 km da Kaluga in direzione sud-ovest.
Fondata nel 1146, è capoluogo del rajon Žizdrinskij.